# Mylabris sennae
Mylabris sennae es una especie de coleóptero de la familia Meloidae.

## Distribución geográfica
Habita en el este de África.